# Jörg Freunschlag
Jörg Freunschlag (ur. 16 grudnia 1942 w Bodensdorfie, zm. 17 sierpnia 2024 w Villach) – austriacki polityk, inżynier i samorządowiec.

## Życiorys
Z wykształcenia inżynier budownictwa, studiował na uczelniach w Wiedniu i Monachium. Pracował na terenie Niemiec, następnie przy projekcie kanału w Karyntii.
W 1979 został zastępcą burmistrza gminy Steindorf am Ossiacher See, a w latach 1982–1985 pełnił funkcję burmistrza tej jednostki. Również w 1979 uzyskał po raz pierwszy mandat posła do landtagu Karyntii z ramienia Wolnościowej Partii Austrii (FPÖ). Był przewodniczącym klubu deputowanych tego ugrupowania w okresie 1982–1986. Później do 1994 w różnych okresach wchodził w skład władz wykonawczych regionu. W 1999 objął stanowisko przewodniczącego parlamentu krajowego Karyntii, funkcję tę pełnił do czasu przejścia na emeryturę w 2006.
Od 1998 do 2001 stał na czele struktur FPÖ w Karyntii. W 2005 odszedł z tego ugrupowania wraz z grupą Jörga Haidera, współtworząc Sojusz na rzecz Przyszłości Austrii (BZÖ). W 2009 wystartował w wyborach europejskich z drugiego miejsca listy krajowej tej partii. BZÖ uzyskała mandat dopiero po wejściu w życie traktatu lizbońskiego. Po zapowiedzianej rezygnacji lidera sojuszu Ewalda Stadlera z jego objęcia Jörg Freunschlag miał zostać nowym europosłem. Ostatecznie mandat ten 7 grudnia 2011 objął Ewald Stadler.